# Wahlen in der Slowakei
Diese Seite gibt einen Überblick über die Ergebnisse von Wahlen in der Slowakei.

## Präsidentschaftswahlen
Der Präsident der Slowakei wird seit 1999 direkt vom Volk gewählt, die Amtszeit beträgt 5 Jahre. Wenn in der ersten Wahlrunde kein Kandidat die absolute Mehrheit erhält, gehen die zwei Bestplatzierten in eine zweite Wahlrunde.

### 1999
Die 1. Wahlrunde fand am 15. Mai 1999 statt. Die Wahlbeteiligung betrug 73,89 %.
| Kandidat            | Gültige Stimmen | %       |
| ------------------- | --------------- | ------- |
| Rudolf Schuster     | 1.396.950       | 47,37 % |
| Vladimír Mečiar     | 1.097.956       | 37,23 % |
| Magdaléna Vášáryová | 194.635         | 6,60 %  |
| Ivan Mjartan        | 105.903         | 3,59 %  |
| Ján Slota           | 73.836          | 2,50 %  |
| Boris Zala          | 29.697          | 1,00 %  |
| Juraj Švec          | 24.077          | 0,81 %  |
| Juraj Lazarčík      | 15.386          | 0,50 %  |
| Ján Demikát         | 4.537           | 0,15 %  |
| Michal Kováč        | 5.425           | 0,18 %  |

Die 2. Wahlrunde fand am 29. Mai 1999 statt. Die  Wahlbeteiligung betrug 75,45 %.
| Kandidat        | Gültige Stimmen | %       |
| --------------- | --------------- | ------- |
| Rudolf Schuster | 1.727.481       | 57,18 % |
| Vladimír Mečiar | 1.293.642       | 42,81 % |

### 2004
Die 1. Wahlrunde fand am 3. April 2004 statt. Die Wahlbeteiligung betrug 47,94.
| Kandidat           | Gültige Stimmen | %       |
| ------------------ | --------------- | ------- |
| Vladimír Mečiar    | 650.242         | 32,73 % |
| Ivan Gašparovič    | 442.564         | 22,28 % |
| Eduard Kukan       | 438.920         | 22,09 % |
| Rudolf Schuster    | 147.549         | 7,42 %  |
| František Mikloško | 129.414         | 6,51 %  |
| Martin Bútora      | 129.387         | 6,51 %  |
| Ján Králik         | 15.873          | 0,79 %  |
| Jozef Kalman       | 10.221          | 0,51 %  |
| Július Kubík       | 7.734           | 0,38 %  |
| Jozef Šesták       | 6.785           | 0,34 %  |
| Stanislav Bernát   | 5.719           | 0,28 %  |
| Ľubomír Roman      | 1.806           | 0,09 %  |

Die 2. Wahlrunde fand am 17. April 2004 statt. Die Wahlbeteiligung betrug 43,50 %.
| Kandidat        | Gültige Stimmen | %       |
| --------------- | --------------- | ------- |
| Ivan Gašparovič | 1.079.592       | 59,91 % |
| Vladimír Mečiar | 722.368         | 40,08 % |

### 2009
Die 1. Wahlrunde fand am 21. März 2009 statt. Die Wahlbeteiligung betrug 43,63 %.
| Kandidat           | Gültige Stimmen | %       |
| ------------------ | --------------- | ------- |
| Ivan Gašparovič    | 876.061         | 46,71 % |
| Iveta Radičová     | 713.735         | 38,05 % |
| František Mikloško | 101.573         | 5,42 %  |
| Zuzana Martináková | 96.035          | 5,12 %  |
| Milan Melník       | 45.985          | 2,45 %  |
| Dagmar Bollová     | 21.378          | 1,14 %  |
| Milan Sidor        | 20.862          | 1,11 %  |

Die 2. Wahlrunde fand am 4. April 2009 statt. Die Wahlbeteiligung betrug 51,67 %.
| Kandidat        | Gültige Stimmen | %       |
| --------------- | --------------- | ------- |
| Ivan Gašparovič | 1.234.787       | 55,53 % |
| Iveta Radičová  | 988.808         | 44,47 % |

### 2014
Die 1. Wahlrunde fand am 15. März 2014 statt. Die Wahlbeteiligung betrug 43,4 %. Es gab 14 Kandidaten.
| Kandidat           | Gültige Stimmen | %       |
| ------------------ | --------------- | ------- |
| Robert Fico        | 531.919         | 28,01 % |
| Andrej Kiska       | 455.996         | 24,01 % |
| Radoslav Procházka | 403.548         | 21,25 % |
| Milan Kňažko       | 244.401         | 12,87 % |

Die 2. Wahlrunde fand am 29. März 2014 statt. Die Wahlbeteiligung betrug 50,48 %.
| Kandidat     | Gültige Stimmen | %       |
| ------------ | --------------- | ------- |
| Andrej Kiska | 1.307.065       | 59,38 % |
| Robert Fico  | 893.841         | 40,61 % |

### 2019
Die 1. Wahlrunde fand am 16. März 2019 statt. Die Wahlbeteiligung betrug 48,7 %. Es gab 15 Kandidaten.
| Kandidat        | Gültige Stimmen | %       |
| --------------- | --------------- | ------- |
| Zuzana Čaputová | 870.415         | 40,57 % |
| Maroš Šefčovič  | 400.379         | 18,66 % |
| Štefan Harabin  | 307.823         | 14,34 % |
| Marián Kotleba  | 222.935         | 10,39 % |

Die 2. Wahlrunde fand am 30. März 2019 statt. Die Wahlbeteiligung betrug 41,8 %.
| Kandidat        | Gültige Stimmen | %       |
| --------------- | --------------- | ------- |
| Zuzana Čaputová | 1.056.582       | 58,41 % |
| Maroš Šefčovič  | 752.403         | 41,59 % |

## Parlamentswahlen
Der Nationalrat der Slowakischen Republik (bis 1. Oktober 1992 Slowakischer Nationalrat), der Träger der gesetzgebenden Gewalt mit 150 Abgeordneten, wird nach dem Verhältniswahlverfahren auf 4 Jahre gewählt. Die Sperrklausel für Parteien beträgt 5 %. Im Folgenden werden auch die Ergebnisse der Wahlen in den Jahren 1990 und 1992 präsentiert, obwohl die Slowakei damals noch ein Teil der Tschechoslowakei war.

### 1990
Die Parlamentswahl fand am 8. und 9. Juni statt. Es ist zu beachten, dass die Sperrklausel 1990 bei 3 % lag. Die Wahlbeteiligung betrug 95,39 %.
| Partei                                                            | Stimmen | %       | Sitze |
| ----------------------------------------------------------------- | ------- | ------- | ----- |
| Verejnosť proti násiliu (Öffentlichkeit gegen Gewalt, VPN)        | 991.285 | 29,35 % | 48    |
| Kresťanskodemokratické hnutie (KDH)                               | 648.782 | 19,21 % | 31    |
| Slovenská národná strana (SNS)                                    | 470.984 | 13,94 % | 22    |
| Komunistická strana Slovenska (KSS)                               | 450.855 | 13,35 % | 22    |
| Spolužitie - Maďarské kresťanskodemokratické hnutie (ESWMK)       | 292.636 | 8,66 %  | 14    |
| Demokratická strana (DS)                                          | 148.567 | 4,40 %  | 7     |
| Strana zelených (SZ)                                              | 117.871 | 3,49 %  | 6     |
| Spojenectvo poľnohospodárov a vidieka (SPV)                       | 85.060  | 2,52 %  | 0     |
| Sociálna demokracia (SD)                                          | 61.401  | 1,82 %  | 0     |
| Strana slobody (SSL)                                              | 60.041  | 1,78 %  | 0     |
| Alle weiteren Parteien haben weniger als 1 % der Stimmen erreicht |         |         |       |

### 1992
Die Parlamentswahl fand am 5. und 6. Juni 1992 statt. Die Wahlbeteiligung betrug 84,20 %.
| Partei                                                                                    | Stimmen   | %       | Sitze |
| ----------------------------------------------------------------------------------------- | --------- | ------- | ----- |
| Hnutie za demokratické Slovensko (HZDS)                                                   | 1.148.625 | 37,26 % | 74    |
| Strana demokratickej ľavice (1990) (SDĽ)                                                  | 453.203   | 14,70 % | 29    |
| Kresťanskodemokratické hnutie (KDH)                                                       | 273.945   | 8,89 %  | 18    |
| Slovenská národná strana (SNS)                                                            | 244.527   | 7,93 %  | 15    |
| Maďarské kresťanskodemokratické hnutie, Együttélés-Spolužitie-Wspólnota-Soužití (MKM-EGY) | 228.885   | 7,66 %  | 14    |
| Občianska demokratická únia (ODÚ)                                                         | 124.503   | 4,04 %  | 0     |
| Sociálnodemokratická strana na Slovensku (SDSS)                                           | 123.426   | 4,00 %  | 0     |
| Demokratická strana - Občianska demokratická strana (DS-ODS)                              | 102.058   | 3,31 %  | 0     |
| Slovenské kresťansko-demokratické hnutie (SKDH)                                           | 94.162    | 3,05 %  | 0     |
| Magyar Polgári Párt - Maďarská občianska strana (MPP-MOS)                                 | 70.689    | 2,29 %  | 0     |
| Strana zelených na Slovensku (SZS)                                                        | 66.010    | 2,14 %  | 0     |
| Strana zelených (SZ)                                                                      | 33.372    | 1,08 %  | 0     |
| Alle weiteren Parteien haben weniger als 1 % der Stimmen erreicht                         |           |         |       |

### 1994
Die vorgezogene Parlamentswahl fand am 30. September und 1. Oktober 1994 statt. Die Wahlbeteiligung betrug 75,65 %.
| Partei                                                                             | Stimmen   | %       | Sitze |
| ---------------------------------------------------------------------------------- | --------- | ------- | ----- |
| Hnutie za demokratické Slovensko-Roľnícka strana Slovenska (HZDS-RSS)              | 1.005.488 | 34,96 % | 61    |
| Spoločná voľba (SV, Koalition)                                                     | 299.496   | 10,41 % | 18    |
| Maďarská koalícia (MK, Koalition)                                                  | 292.936   | 10,18 % | 17    |
| Kresťanskodemokratické hnutie (KDH)                                                | 289.987   | 10,08 % | 17    |
| Demokratická únia Slovenska (DEÚS)                                                 | 246.444   | 8,57 %  | 15    |
| Združenie robotníkov Slovenska (ZRS)                                               | 211.321   | 7,34 %  | 13    |
| Slovenská národná strana (SNS)                                                     | 155.359   | 5,40 %  | 9     |
| Demokratická strana (DS)                                                           | 98.555    | 3,42 %  | 0     |
| Komunistická strana Slovenska (KSS)                                                | 78.419    | 2,73 %  | 0     |
| Kresťanská sociálna únia Slovenska (KSÚ)                                           | 59.217    | 2,05 %  | 0     |
| Nové Slovensko (NS)                                                                | 38.369    | 1,33 %  | 0     |
| Strana proti korupcii - za poriadok, prácu a peniaze pre všetkých slušných občanov | 37.929    | 1,31 %  | 0     |
| Hnutie za prosperujúce Česko + Slovensko                                           | 30.292    | 1,05 %  | 0     |
| Alle weiteren Parteien haben weniger als 1 % der Stimmen erreicht                  |           |         |       |

### 1998
Die Parlamentswahl fand am 25. und 26. September 1998 statt. Die Wahlbeteiligung betrug 84,24 %.
| Partei                                                            | Stimmen | %       | Sitze |
| ----------------------------------------------------------------- | ------- | ------- | ----- |
| Hnutie za demokratické Slovensko (HZDS)                           | 907.103 | 27,00 % | 43    |
| Slovenská demokratická koalícia (SDK, Koalition)                  | 884.497 | 26,33 % | 42    |
| Strana demokratickej ľavice (1990) (SDĽ)                          | 492.507 | 14,66 % | 23    |
| Strana maďarskej koalície - Magyar Koalíció Pártja (SMK-MKP)      | 306.623 | 9,12 %  | 15    |
| Slovenská národná strana (SNS)                                    | 304.839 | 9,07 %  | 14    |
| Strana občianskeho porozumenia (SOP)                              | 269.343 | 8,01 %  | 13    |
| Komunistická strana Slovenska (KSS)                               | 94.015  | 2,79 %  | 0     |
| Združenie robotníkov Slovenska (ZRS)                              | 43.809  | 1,30 %  | 0     |
| Alle weiteren Parteien haben weniger als 1 % der Stimmen erreicht |         |         |       |

### 2002
Die Parlamentswahl fand am 20. und 21. September 2002 statt. Die Wahlbeteiligung betrug 70,07 %.
| Partei                                                            | Stimmen | %       | Sitze |
| ----------------------------------------------------------------- | ------- | ------- | ----- |
| Hnutie za demokratické Slovensko (HZDS)                           | 560.591 | 19,50 % | 36    |
| Slovenská demokratická a kresťanská únia (SDKÚ)                   | 433.953 | 15,09 % | 28    |
| SMER                                                              | 387.100 | 13,46 % | 25    |
| Strana maďarskej koalície - Magyar Koalíció Pártja (SMK-MKP)      | 321.069 | 11,12 % | 20    |
| Kresťanskodemokratické hnutie (KDH)                               | 237.202 | 8,25 %  | 15    |
| Aliancia nového občana (ANO)                                      | 230.209 | 8,01 %  | 15    |
| Komunistická strana Slovenska (KSS)                               | 181.872 | 6,32 %  | 11    |
| Pravá Slovenská národná strana (PSNS)                             | 105.084 | 3,65 %  | 0     |
| Slovenská národná strana (SNS)                                    | 95.633  | 3,32 %  | 0     |
| Hnutie za demokraciu (HZD)                                        | 94.324  | 3,28 %  | 0     |
| Sociálnodemokratická alternatíva (SDA)                            | 51.649  | 1,79 %  | 0     |
| Strana demokratickej ľavice (SDĽ)                                 | 39.163  | 1,36 %  | 0     |
| Alle weiteren Parteien haben weniger als 1 % der Stimmen erreicht |         |         |       |

### 2006
Die vorgezogenen Parlamentswahl fand am 17. Juni 2006 statt. Die Wahlbeteiligung betrug 54,67 %.
| Partei                                                            | Stimmen | %       | Sitze |
| ----------------------------------------------------------------- | ------- | ------- | ----- |
| SMER – sociálna demokracia (SMER-SD)                              | 671.185 | 29,14 % | 50    |
| Slovenská demokratická a kresťanská únia (SDKÚ)                   | 422.815 | 18,35 % | 31    |
| Slovenská národná strana (SNS)                                    | 270.230 | 11,73 % | 20    |
| Strana maďarskej koalície - Magyar Koalíció Pártja (SMK-MKP)      | 269.111 | 11,68 % | 20    |
| Ľudová strana - Hnutie za demokratické Slovensko (ĽS-HZDS)        | 202.540 | 8,79 %  | 15    |
| Kresťanskodemokratické hnutie (KDH)                               | 191.443 | 8,31 %  | 15    |
| Komunistická strana Slovenska (KSS)                               | 89.418  | 3,88 %  | 0     |
| Slobodné fórum (SF)                                               | 79.963  | 3,47 %  | 0     |
| Aliancia nového občana (ANO)                                      | 32.755  | 1,42 %  | 0     |
| Alle weiteren Parteien haben weniger als 1 % der Stimmen erreicht |         |         |       |

### 2010
Die Parlamentswahl fand am 12. Juni 2010 statt. Die Wahlbeteiligung betrug 58,83 %
| Partei                                                            | Stimmen | %       | Sitze |
| ----------------------------------------------------------------- | ------- | ------- | ----- |
| SMER – sociálna demokracia (SMER-SD)                              | 880.111 | 34,79 % | 62    |
| Slovenská demokratická a kresťanská únia (SDKÚ-DS)                | 390.042 | 15,42 % | 28    |
| Sloboda a Solidarita (SaS)                                        | 307.287 | 12,14 % | 22    |
| Kresťanskodemokratické hnutie (KDH)                               | 215.755 | 8,52 %  | 15    |
| Most–Híd                                                          | 205.538 | 8,12 %  | 14    |
| Slovenská národná strana (SNS)                                    | 128.490 | 5,07 %  | 9     |
| Strana maďarskej koalície - Magyar Koalíció Pártja (SMK-MKP)      | 109.638 | 4,33 %  | 0     |
| Ľudová strana - Hnutie za demokratické Slovensko (ĽS-HZDS)        | 109.480 | 4,32 %  | 0     |
| Strana demokratickej ľavice (SDĽ)                                 | 61.137  | 2,41 %  | 0     |
| Ľudová strana Naše Slovensko (ĽSNS)                               | 33.724  | 1,33 %  | 0     |
| Alle weiteren Parteien haben weniger als 1 % der Stimmen erreicht |         |         |       |

### 2012
Die vorgezogenen Parlamentswahl fand am 10. März 2012 statt. Die Wahlbeteiligung betrug 59,11 %.
| Partei                                                            | Stimmen   | %       | Sitze |
| ----------------------------------------------------------------- | --------- | ------- | ----- |
| SMER – sociálna demokracia (SMER-SD)                              | 1.134.280 | 44,41 % | 83    |
| Kresťanskodemokratické hnutie (KDH)                               | 225.361   | 8,82 %  | 16    |
| Obyčajní ľudia a nezávislé osobnosti (OĽaNO)                      | 218.537   | 8,55 %  | 16    |
| Most–Híd                                                          | 176.088   | 6,89 %  | 13    |
| Slovenská demokratická a kresťanská únia (SDKÚ-DS)                | 155.744   | 6,09 %  | 11    |
| Sloboda a Solidarita (SaS)                                        | 150.266   | 5,88 %  | 11    |
| Slovenská národná strana (SNS)                                    | 116.420   | 4,55 %  | 0     |
| Strana maďarskej koalície - Magyar Koalíció Pártja (SMK-MKP)      | 109.483   | 4,28 %  | 0     |
| 99 % – občiansky hlas (99 %)                                      | 40.488    | 1,58 %  | 0     |
| Ľudová strana Naše Slovensko (ĽSNS)                               | 40.460    | 1,58 %  | 0     |
| Zmena zdola, Demokratická únia Slovenska (ZZ, DÚS)                | 33.155    | 1,29 %  | 0     |
| Strana Slobodné Slovo – Nory Mojsejovej (SSS-NM)                  | 31.159    | 1,22 %  | 0     |
| Alle weiteren Parteien haben weniger als 1 % der Stimmen erreicht |           |         |       |

### 2016
Die Parlamentswahl fand am 5. März 2016 statt. Die Wahlbeteiligung betrug 59,82 %.
| Partei                                                            | Stimmen | %       | Sitze |
| ----------------------------------------------------------------- | ------- | ------- | ----- |
| Richtung – Sozialdemokratie (Smer-SD)                             | 737.481 | 28,28 % | 49    |
| Freiheit und Solidarität (SaS)                                    | 315.558 | 12,10 % | 21    |
| Gewöhnliche Leute und unabhängige Personen (OĽaNO)                | 287.611 | 11,02 % | 19    |
| Slovenská národná strana (SNS)                                    | 225.386 | 8,64 %  | 15    |
| Kotleba – Volkspartei Unsere Slowakei (ĽSNS)                      | 209.779 | 8,04 %  | 14    |
| Wir sind eine Familie – Boris Kollár (SR)                         | 172.860 | 6,62 %  | 11    |
| Brücke (Most-Híd)                                                 | 169.593 | 6,50 %  | 11    |
| #Netzwerk (#Sieť)                                                 | 146.205 | 5,60 %  | 10    |
| Christlich-Demokratische Bewegung (KDH)                           | 128.908 | 4,94 %  | 0     |
| Partei der ungarischen Gemeinschaft (SMK-MKP)                     | 105.495 | 4,04 %  | 0     |
| Alle weiteren Parteien haben weniger als 1 % der Stimmen erreicht |         |         |       |

### 2020
Die Parlamentswahl fand am 29. Februar 2020 statt. Die Wahlbeteiligung betrug 65,8 %.
| Partei                                                                                           | Stimmen | %       | Sitze |
| ------------------------------------------------------------------------------------------------ | ------- | ------- | ----- |
| Obyčajní ľudia a nezávislé osobnosti (OĽaNO) Gewöhnliche Leute und unabhängige Personen          | 721.166 | 25,02 % | 53    |
| Smer – sociálna demokracia (Smer-SD) Richtung – Sozialdemokratie                                 | 527.172 | 18,29 % | 38    |
| Sme rodina (SR) Wir sind eine Familie – Boris Kollár                                             | 237.531 | 8,24 %  | 17    |
| Kotlebovci – Ľudová strana Naše Slovensko (ĽSNS) Kotlebianer – Volkspartei Unsere Slowakei       | 229.660 | 7,97 %  | 17    |
| Progresívne Slovensko (PS) Fortschrittliche Slowakei                                             | 200.780 | 6,96 %  | 0     |
| Spolu – občianska demokracia Zusammen – Bürgerdemokratie                                         | 200.780 | 6,96 %  | 0     |
| Sloboda a Solidarita (SaS) Freiheit und Solidarität                                              | 179.246 | 6,22 %  | 13    |
| Za ľudí Für die Menschen                                                                         | 166.325 | 5,77 %  | 12    |
| Kresťanskodemokratické hnutie (KDH) Christlich-Demokratische Bewegung                            | 134.099 | 4,65 %  | 0     |
| Strana maďarskej komunity – Magyar Közösség Pártja (SMK-MKP) Partei der ungarischen Gemeinschaft | 112.660 | 3,90 %  | 0     |
| Slovenská národná strana (1990) (SNS) Slowakische Nationalpartei                                 | 91.171  | 3,16 %  | 0     |
| Dobrá voľba Gute Wahl                                                                            | 88.220  | 3,06 %  | 0     |
| Vlasť Heimat                                                                                     | 84.507  | 2,93 %  | 0     |
| Most–Híd (M-H) Brücke, Partei der Zusammenarbeit                                                 | 59.174  | 2,05 %  | 0     |
| Sonstige                                                                                         | 46.737  | 1,79 %  | 0     |

## Europawahlen
An Wahlen zum Europäischen Parlament nimmt die Slowakei seit ihrem Beitritt zur Europäischen Union am 1. Mai 2004, erstmals im selben Jahr, teil. In dieses wurden 2004 14 und ab 2009 13 Abgeordnete gewählt. Nach dem Austritt des Vereinigten Königreiches aus der EU beträgt die Anzahl der Abgeordneten wieder 14.

### 2004
Die Europawahl fand am 13. Juni 2004 statt. Die Wahlbeteiligung betrug 16,97 %.
| Partei oder Koalition                                              | Stimmen | %       | Sitze |
| Slovenská demokratická a kresťanská únia (SDKÚ)                    | 119.954 | 17,09 % | 3     |
| Ľudová strana – Hnutie za demokratické Slovensko (ĽS-HZDS)         | 119.582 | 17,04 % | 3     |
| SMER – sociálna demokracia (SMER-SD)                               | 118.535 | 16,89 % | 3     |
| Kresťanskodemokratické hnutie (KDH)                                | 113.655 | 16,19 % | 3     |
| Strana maďarskej koalície - Magyar Koalíció Pártja (SMK-MKP)       | 92.927  | 13,24 % | 2     |
| Aliancia nového občana (ANO)                                       | 32.653  | 4,65 %  | 0     |
| Komunistická strana Slovenska (KSS)                                | 31.908  | 4,54 %  | 0     |
| Slobodné fórum (SF)                                                | 22.804  | 3,25 %  | 0     |
| Koalition Slovenská národná strana, Pravá Slovenská národná strana | 14.150  | 2,01 %  | 0     |
| Koalition Hnutie za demokraciu, Ľudová únia                        | 11.914  | 1,69 %  | 0     |
| Občianska konzervatívna strana                                     | 7.060   | 1,00 %  | 0     |
| Alle weiteren Parteien haben weniger als 1 % der Stimmen erreicht  |         |         |       |

### 2009
Die Europawahl fand am 6. Juni 2009 statt. Die Wahlbeteiligung betrug 19,64 %.
| Partei oder Koalition                                              | Stimmen | %       | Sitze |
| SMER – sociálna demokracia                                         | 264.722 | 32,01 % | 5     |
| Slovenská demokratická a kresťanská únia                           | 140.426 | 16,98 % | 2     |
| Strana maďarskej koalície - Magyar Koalíció Pártja                 | 93.750  | 11,33 % | 2     |
| Kresťanskodemokratické hnutie                                      | 89.905  | 10,87 % | 2     |
| Ľudová strana – Hnutie za demokratické Slovensko                   | 74.241  | 8,97 %  | 1     |
| Slovenská národná strana                                           | 45.960  | 5,55 %  | 1     |
| Sloboda a Solidarita                                               | 39.016  | 4,71 %  | 0     |
| Strana zelených                                                    | 17.482  | 2,11 %  | 0     |
| Konzervatívni demokrati Slovenska - Občianska konzervatívna strana | 17.409  | 2,10 %  | 0     |
| Komunistická strana Slovenska                                      | 13.643  | 1,65 %  | 0     |
| Slobodné fórum                                                     | 13.063  | 1,57 %  | 0     |
| Alle weiteren Parteien haben weniger als 1 % der Stimmen erreicht  |         |         |       |

### 2014
Die Europawahl fand am 24. Mai 2014 statt. Die Wahlbeteiligung betrug 13,05 %.
| Partei (Koalition)                                                       | Stimmen | Prozent | Sitze |
| ------------------------------------------------------------------------ | ------- | ------- | ----- |
| SMER – sociálna demokracia                                               | 135.089 | 24,09 % | 4     |
| Kresťanskodemokratické hnutie (KDH)                                      | 74.108  | 13,21 % | 2     |
| Slovenská demokratická a kresťanská únia – Demokratická strana (SDKU-DS) | 43.467  | 7,75 %  | 2     |
| Obyčajní ľudia a nezávislé osobnosti (OĽaNO)                             | 41.829  | 7,46 %  | 1     |
| NOVA/Občianska konzervatívna strana/Konzervatívni demokrati Slovenska    | 38.316  | 6,83 %  | 1     |
| Sloboda a Solidarita (SaS)                                               | 37.376  | 6,66 %  | 1     |
| Magyar Közösség Pártja (SMK-MKP)                                         | 36.629  | 6,53 %  | 1     |
| Most–Híd                                                                 | 32.708  | 5,83 %  | 1     |
| Strana TIP                                                               | 20.730  | 3,69 %  | 0     |
| Slovenská národná strana (SNS)                                           | 20.244  | 3,61 %  | 0     |
| Ľudová strana Naše Slovensko (ĽSNS)                                      | 9.749   | 1,73 %  | 0     |
| Recht und Gerechtigkeit (PaS)                                            | 9.322   | 1,66 %  | 0     |
| Komunistická strana Slovenska (KSS)                                      | 8.518   | 1,51 %  | 0     |
| Strana demokratického Slovenska (SDS)                                    | 8.378   | 1,49 %  | 0     |
| Národ a Spravodlivosť – naša strana (NaS-ns)                             | 7.763   | 1,38 %  | 0     |
| Magnificat Slovakia (MS)                                                 | 6.646   | 1,18 %  | 0     |
| Alle weiteren Parteien haben weniger als 1 % der Stimmen erreicht        |         |         |       |

### 2019
Die Europawahl fand am 25. Mai 2019 statt. Die Wahlbeteiligung betrug 22,74 %.
Sitze in Klammern wurden erst nach dem Brexit vergeben.
| Partei (Koalition) | Stimmen | Prozent | Sitze  |
| --- | ------- | ------- | ------ |
| Koalícia Progresívne Slovensko a SPOLU - občianska demokracia • Progresívne Slovensko (PS) • SPOLU - občianska demokracia (SPOLU) | 198.255 | 20,11 % | 4 2    |
| SMER – sociálna demokracia (SMER)                                                                                                 | 154.996 | 15,72 % | 3      |
| Kotleba – Ľudová strana Naše Slovensko (ĽSNS)                                                                                     | 118.995 | 12,07 % | 2      |
| Kresťanskodemokratické hnutie (KDH)                                                                                               | 95.588  | 9,69 %  | 1 (+1) |
| Sloboda a Solidarita (SaS) | 94.839  | 9,62 %  | 2      |
| Obyčajní ľudia a nezávislé osobnosti (OĽaNO)                                                                                      | 51.834  | 5,25 %  | 1      |
| Magyar Közösség Pártja (SMK-MKP)                                                                                                  | 48.929  | 4,96 %  | 0      |
| Slovenská národná strana (SNS) | 40.330  | 4,09 %  | 0      |
| Kresťanská únia (KU) | 37.974  | 3,85 %  | 0      |
| Sme Rodina – Boris Kollár (SR) | 31.840  | 3,23 %  | 0      |
| Most–Híd | 25.562  | 2,59 %  | 0      |
| Kresťanská demokracia – Život a prosperita (KDŽP)                                                                                 | 20.374  | 2,06 %  | 0      |
| Sonstige | 66.164  | 6,76 %  | 0      |